# برگ نوی درخشان
برگ نوی درخشان (نام علمی: Ligustrum lucidum) نام یک گونه از تیره تیره زیتون است.

## نگارخانه

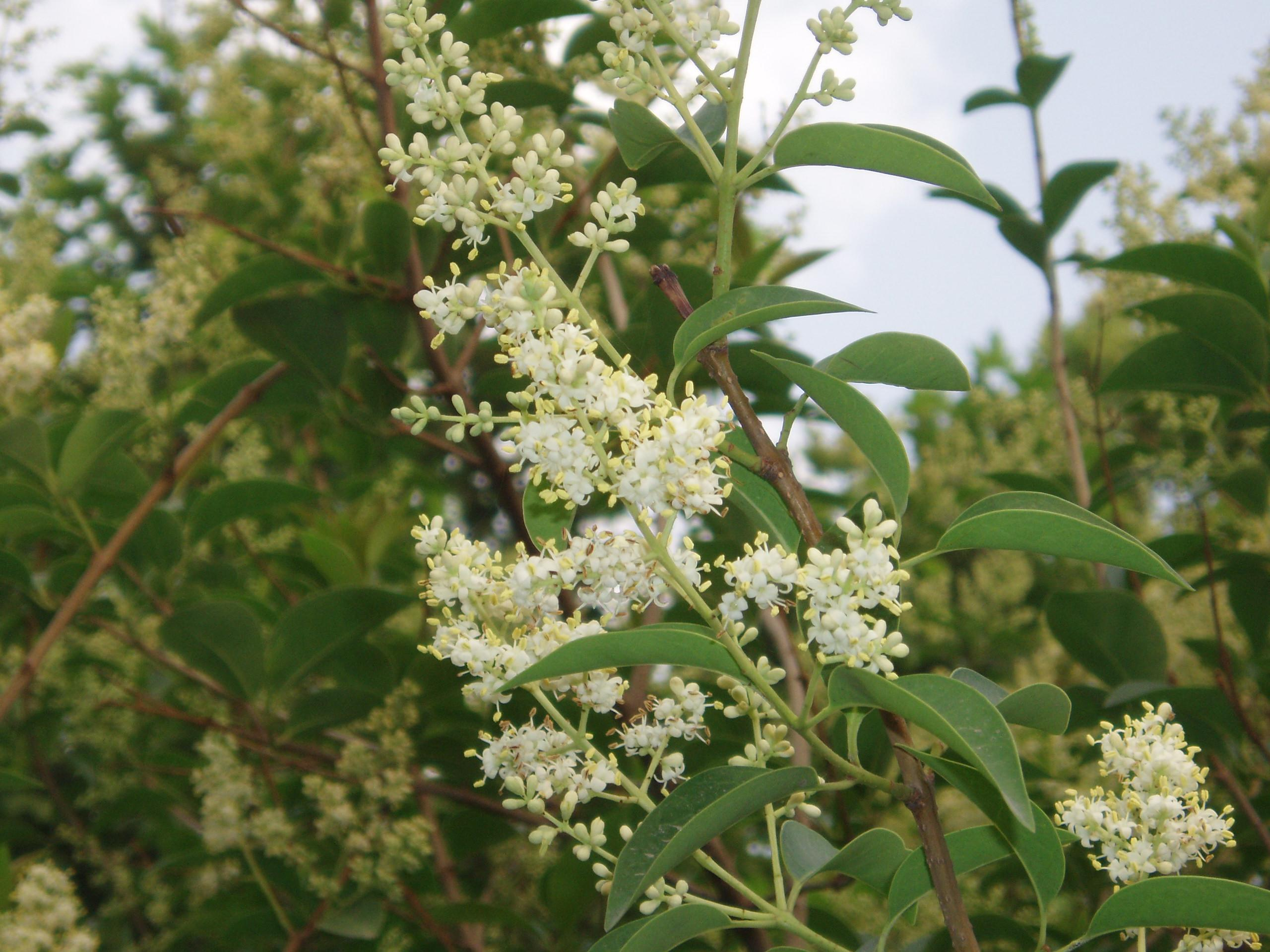
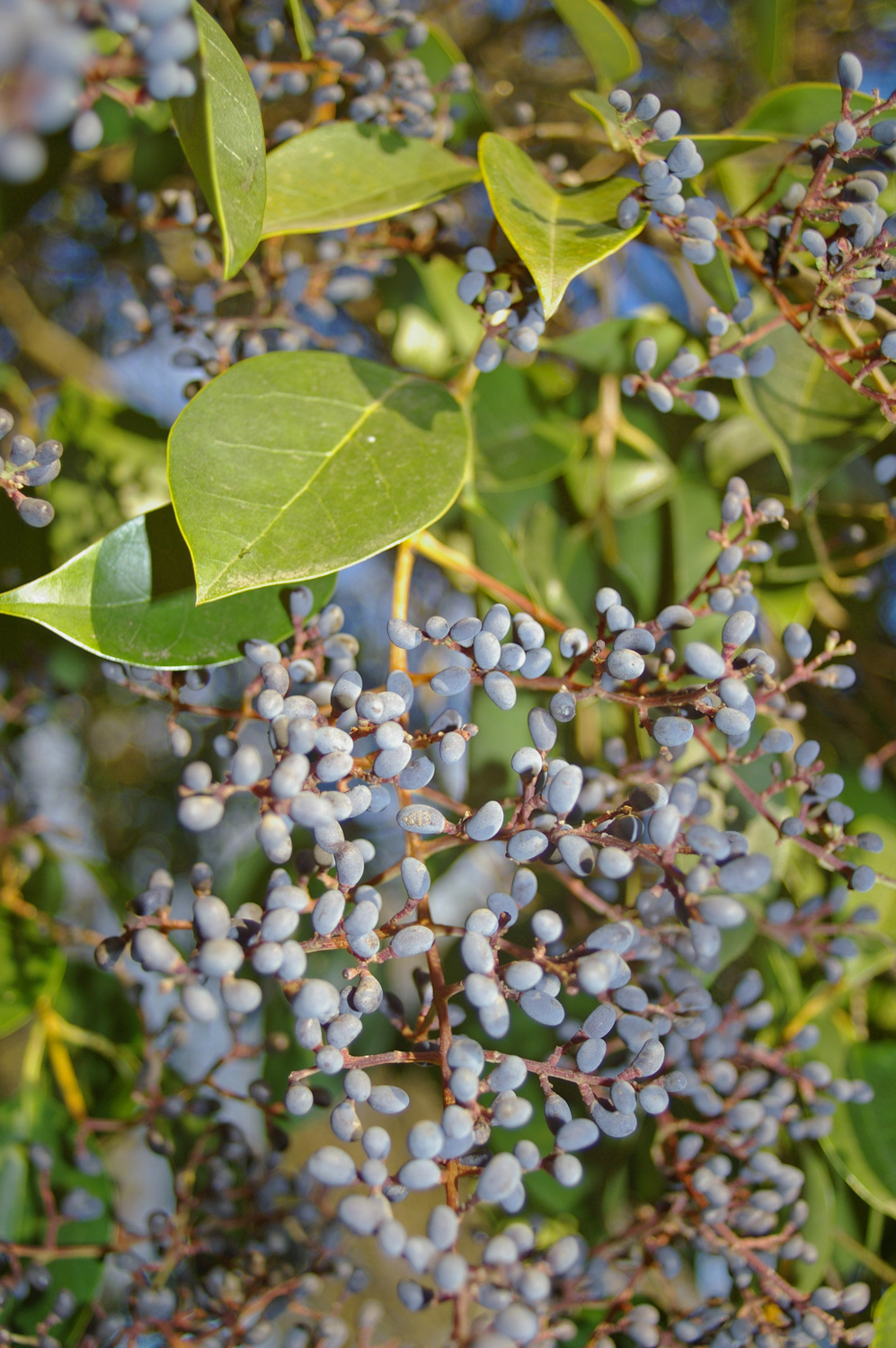
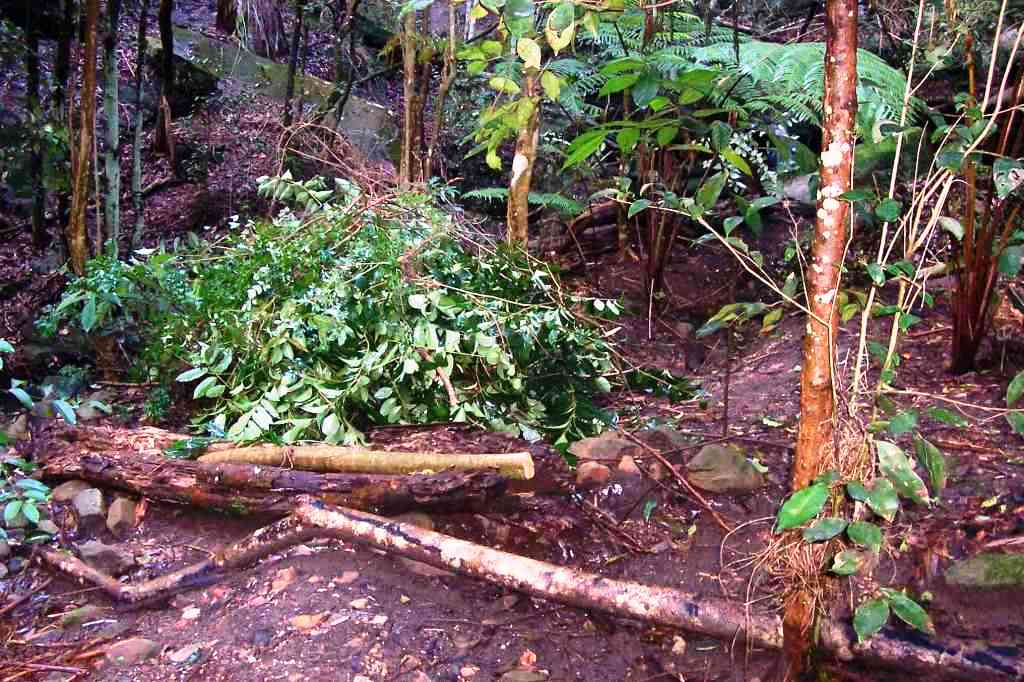